# Ламар (округ, Миссисипи)
Округ Ламар (англ. Lamar County) — округ штата Миссисипи, США. Население округа на 2000 год составляло 39070 человек. Административный центр округа — город Первис.

## История
Округ Ламар основан в 1904 году.

## География
Округ занимает площадь 1287.2 км2.

## Демография
Согласно переписи населения 2000 года, в округе Ламар проживало 39070 человек (данные Бюро переписи населения США). Плотность населения составляла 30.4 человек на квадратный километр.